# Polder van Nootdorp
Polder van Nootdorp is de naam van een polder en voormalig waterschap in de voormalige gemeente Nootdorp (gemeente Pijnacker-Nootdorp) in de Nederlandse provincie Zuid-Holland.
Het waterschap was verantwoordelijk voor de drooglegging en de waterhuishouding in de polder. Van 1841 tot 2003 werd de polder drooggemalen door het gemaal Nootdorp, een stoomgemaal met scheprad dat in 2003 het oudste werkende gemaal van Nederland was.
Polder van Nootdorp grenst in het noorden aan de Tedingerbroekpolder.

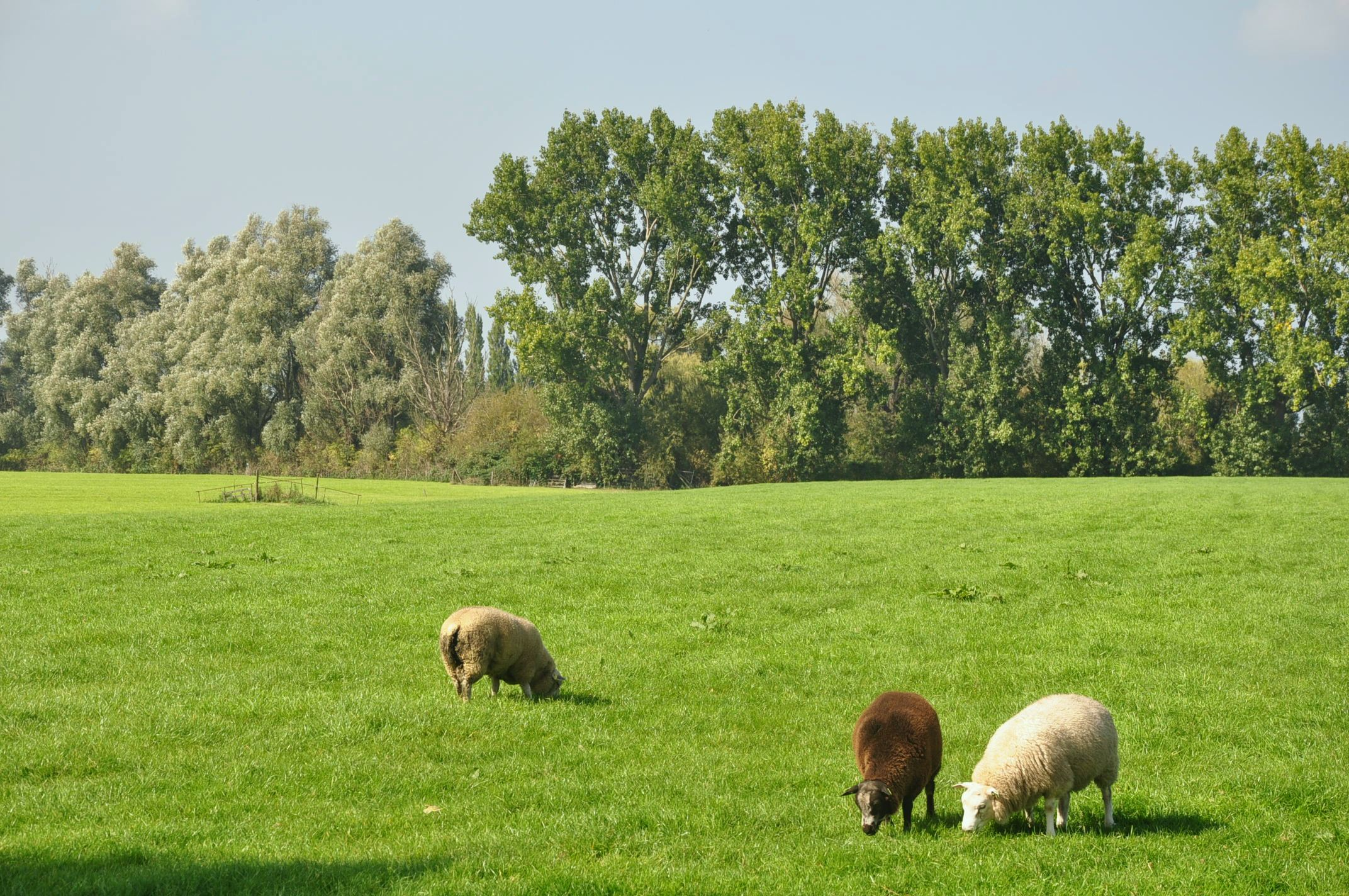
Roeleveen; een gebied dat deel uitmaakt van de Polder van Nootdorp